# Крыжпин (герб)
Кры́жпин или Кры́шпин (пол. Kryszpin) — польский дворянский герб.

## Описание герба
На щите двудольном, разделённом вдоль колодой дубовой с пятью сучками, в левом поле золотом две серебряные головы оленя повёрнутые влево. На правом поле лазоревом лев серебряный восставший на задних лапах повёрнутый вправо. Венчает щит шлем с пятью павлиньими перьями меж двух орлиных крыльев серебряных.

## Летописные упоминания
В 1437 году Вацлав Кирженштейн получил цесарский диплом от императора Сигизмунда Люксембурга. Герб немецкого происхождения.

## Дворянские роды, носящие герб
- Крыжпин-Кирженштейны, Маргевич, Крачковский, Пшихоцкий[1].